# Selenicereus radicans
Selenicereus radicans là một loài thực vật có hoa trong họ Cactaceae. Loài này được (DC.) A. Berger miêu tả khoa học đầu tiên năm 1929.